# Troy Murphy (sciatore)
Troy Murphy (13 giugno 1992) è uno sciatore freestyle statunitense, specialista nelle gobbe.

## Biografia
In Coppa del Mondo ha esordito il 23 marzo 2009 a Squaw Valley (47ª).
Nel 2018 ha preso parte ai XXIII Giochi olimpici invernali a Pyeongchang venendo eliminato nel primo turno della finale e classificandosi diciassettesimo nella gara di gobbe.

## Palmarès

### Coppa del Mondo
- Miglior piazzamento in classifica generale: 6ª nel 2017.
- 1 podio:
  - 1 terzo posto